# Liste der denkmalgeschützten Objekte in Schönbühel-Aggsbach
Die Liste der denkmalgeschützten Objekte in Schönbühel-Aggsbach enthält die 28 denkmalgeschützten, unbeweglichen Objekte der niederösterreichischen Marktgemeinde Schönbühel-Aggsbach.

## Denkmäler
| Foto  |                 | Denkmal                                                                                                  | Standort                                                                    | Beschreibung | Metadaten |
| ----- | --------------- | --- | --------------------------------------------------------------------------- | --- | --- |
| ja    | Datei hochladen | Kartause Aggsbach HERIS-ID: 94334 Objekt-ID: 109486                                                      | Aggsbach-Dorf 1 Standort KG: Aggsbach                                       | Garten und ehemaliger Wirtschaftstrakt der Kartause wurden nach der Klosteraufhebung in ein Schloss umgewandelt. | BDA-Hist.: Q64692065 Status: § 2a Stand der BDA-Liste: 2025-06-30 Name: Kartause Aggsbach GstNr.: .8, 237, 238, 239 Kartause Aggsbach                                                              |
| ja    | Datei hochladen | Hammerschmiede Pehn HERIS-ID: 58003 Objekt-ID: 68392                                                     | Aggsbach-Dorf 3 Standort KG: Aggsbach                                       | Die Hammerschmiede Pehn, im 16. Jahrhundert am Wolfsteinbach als Wirtschaftsbetrieb der Kartause Aggsbach errichtet, verfügt über zwei Essen, einen Schwanzhammer und einen Wasserkanal mit drei Wasserrädern. Sie ist eine der letzten Anlagen ihrer Art und war bis 1956 in Betrieb. Als Schauschmiede bietet sie heute Einblicke in die Geschichte des Schmiedehandwerks. | BDA-Hist.: Q38079883 Status: Bescheid Stand der BDA-Liste: 2025-06-30 Name: Hammerschmiede Pehn GstNr.: .10, .11, .75 Hammerschmiede Pehn, Aggsbach                                                |
| ja    | Datei hochladen | Kelleramtsgebäude HERIS-ID: 78779 Objekt-ID: 92444                                                       | Aggsbach-Dorf 4 Standort KG: Aggsbach                                       | Das ehemalige Kelleramtsgebäude, auch als Turmhof bezeichnet, ist ein unregelmäßiger Baukomplex mit einem an den Wirtschaftstrakt angebauten einstöckigen Turm mit Zeltdach, durch den eine Rundbogeneinfahrt in einen Hof mit polygonal verlaufender Umfassung führt, wo sich etwas abseits stehend ein Wohngebäude mit ehemaliger Rauchküche befindet. Der Torturm ist mit 1650 bezeichnet, die Anlage ist jedoch älter. Die Jahreszahl verweist lediglich auf eine bauliche Veränderung. | BDA-Hist.: Q38152959 Status: § 2a Stand der BDA-Liste: 2025-06-30 Name: Kelleramtsgebäude GstNr.: .17, .18 Kelleramt Aggsbach-Dorf                                                                 |
| ja    | Datei hochladen | Schiffmeisterhaus HERIS-ID: 33575 Objekt-ID: 31179                                                       | Aggsbach-Dorf 23 Standort KG: Aggsbach                                      | | BDA-Hist.: Q37952764 Status: Bescheid Stand der BDA-Liste: 2025-06-30 Name: Schiffmeisterhaus GstNr.: .41 Schiffmeisterhaus Aggsbach-Dorf                                                          |
| ja    | Datei hochladen | Kellerhaus mit Keller und Belvedere HERIS-ID: 33576 Objekt-ID: 31180                                     | Aggsbach-Dorf 34 Standort KG: Aggsbach                                      | Das Kellerhaus ist ein stöcklartiger zweigeschoßiger Bau unter Schopfwalmdach aus dem 18. Jahrhundert. Über dem Rundbogenportal steht eine Nepomukstatue als Haussegensfigur. | BDA-Hist.: Q37952774 Status: Bescheid Stand der BDA-Liste: 2025-06-30 Name: Kellerhaus mit Keller und Belvedere GstNr.: .53, 259/1 Kellerhaus Aggsbach-Dorf                                        |
| ja    | Datei hochladen | Gloriette/Belvedere zu Haus Aggsbach-Dorf 34 HERIS-ID: 78773 Objekt-ID: 92438                            | hinter Aggsbach-Dorf 34 Standort KG: Aggsbach                               | | BDA-Hist.: Q38152937 Status: Bescheid Stand der BDA-Liste: 2025-06-30 Name: Gloriette/Belvedere zu Haus Aggsbach-Dorf 34 GstNr.: 259/1 Kellerhaus Aggsbach-Dorf                                    |
| ja    | Datei hochladen | Volksschule HERIS-ID: 78782 Objekt-ID: 92447                                                             | Aggsbach-Dorf 43 Standort KG: Aggsbach                                      | Die ursprünglich eingeschoßige Schule wurde im Jahr 1891 eingeweiht. 1953 erfolgte die erste größere Renovierung. Im Sommer 1992 wurde der Bau aufgestockt. Der Turnsaal und die Vorhalle entstanden 1999/2000. | BDA-Hist.: Q38152970 Status: § 2a Stand der BDA-Liste: 2025-06-30 Name: Volksschule GstNr.: 507/2                                                                                                  |
| ja    | Datei hochladen | Kartause Aggsbach HERIS-ID: 78724 Objekt-ID: 92389                                                       | Aggsbach-Dorf 46 Standort KG: Aggsbach                                      | Nordseitiger Bereich der ehemaligen Kartause, der zum Teil nach der Klosteraufhebung als Pfarrhof genutzt wurde. | BDA-Hist.: Q1734515 Status: § 2a Stand der BDA-Liste: 2025-06-30 Name: Kartause Aggsbach GstNr.: .7, 63/1, .9/2, 236 Kartause Aggsbach                                                             |
| ja    | Datei hochladen | Kath. Pfarr- und Klosterkirche Mariae Himmelfahrt HERIS-ID: 49400 Objekt-ID: 53080                       | Aggsbach-Dorf 46 Standort KG: Aggsbach                                      | Ein lang gestreckter einheitlicher Bau – geweiht 1392 – mit einem 5/8-Schluss und einem nordseitigen schlichten Turm, der nach der Klosteraufhebung Ende des 18. Jahrhunderts errichtet wurde. | BDA-Hist.: Q55978616 Status: § 2a Stand der BDA-Liste: 2025-06-30 Name: Kath. Pfarr- und Klosterkirche Mariae Himmelfahrt GstNr.: .9/1 Pfarrkirche Aggsbach-Dorf                                   |
| ja    | Datei hochladen | Ehem. Kreuzwegkapelle/Kapelle hl. Florian HERIS-ID: 78793 Objekt-ID: 92458                               | neben Aggsbach-Dorf 105 Standort KG: Aggsbach                               | | BDA-Hist.: Q38152997 Status: § 2a Stand der BDA-Liste: 2025-06-30 Name: Ehem. Kreuzwegkapelle/Kapelle hl. Florian GstNr.: 13/1                                                                     |
| ja    | Datei hochladen | Römischer Burgus am Blashausgraben HERIS-ID: 60248 Objekt-ID: 72415                                      | Blashausgraben Standort KG: Aggsbach                                        | Die Turmstelle liegt auf einer etwa sechs Meter hohen Terrasse über der Donau, zwischen Aggsbach-Dorf und Schloss Schönbühel am Ausgang des Blashausgrabens. Hier bildete die Donau einen Nebenarm und Schotterbänke. 1991 wurde im Zuge der Renovierung der Blashauskapelle vom Bundesdenkmalamt eine Notgrabung durchgeführt. Der Befund ergab ein steinernes Gebäude von rund zwölf Meter Seitenlänge. Die beobachteten Mauerzüge gehören – nach den aufgefundenen Ziegeln zu urteilen – vermutlich zu den Resten eines, im Grundriss quadratischen, römerzeitlichen Wachturmes. Die einst hier stationierte Truppe ist unbekannt. Anmerkung: Koordinaten betreffen nicht die Kapelle direkt, etwas abseits Richtung GstNr. 73 | BDA-Hist.: Q2739868 Status: Bescheid Stand der BDA-Liste: 2025-06-30 Name: Römischer Burgus am Blashausgraben GstNr.: 69, 73                                                                       |
| ja    | Datei hochladen | Kreuzweg und Kalvarienberg HERIS-ID: 58079 Objekt-ID: 68528                                              | östlich Aggsbach-Dorf 1 Standort KG: Aggsbach                               | Östlich der Kartause verläuft an einem steilen Hang des Dunkelsteiner Waldes ein Kreuzweg mit 14 barocken Nischenkapellen mit Steinreliefs und einer Kreuzigungsgruppe mit bemalten Brettfiguren. | BDA-Hist.: Q38080381 Status: § 2a Stand der BDA-Liste: 2025-06-30 Name: Kreuzweg und Kalvarienberg GstNr.: 36/1                                                                                    |
| ja    | Datei hochladen | Wegkapelle, Rosenkranzkapelle HERIS-ID: 78995 Objekt-ID: 92664                                           | Standort KG: Aggsbach                                                       | Die im Jahr 1990 zu einer Hubertuskapelle umgestaltete Rosenkranzkapelle ist ein gemauerter, in barockem Stil ausgeführter Bau aus der Zeit um 1652 mit gefaschter Rundbogenöffnung, Dreiecksgiebel und flachem, ziegelgedecktem Satteldach. Am Rundbogen ist ein Bittgebet zu sehen: „19 ⋅ St. Hubertus ⋅ bitte für uns ⋅ 90“. An der Rückwand der durch ein schmiedeeisernes Doppelflügelgitter geschützten Nische befindet sich unter einem Segmentbogen ein gemauerter Altar mit einem Holzrelief des hl. Hubertus. | BDA-Hist.: Q38153549 Status: § 2a Stand der BDA-Liste: 2025-06-30 Name: Wegkapelle, Rosenkranzkapelle GstNr.: 73                                                                                   |
| ja    | Datei hochladen | Allerseelenkapelle HERIS-ID: 78752 Objekt-ID: 92417                                                      | Standort KG: Aggsbach                                                       | | BDA-Hist.: Q38152883 Status: § 2a Stand der BDA-Liste: 2025-06-30 Name: Allerseelenkapelle GstNr.: 36/1                                                                                            |
| ja    | Datei hochladen | Wegkapelle mit Figur hl. Johannes Nepomuk HERIS-ID: 78783 Objekt-ID: 92448                               | Aggsbach-Dorf 46, in der Nähe Standort KG: Aggsbach                         | Bei der Kartause Aggsbach steht in einer Wegkapelle eine Johannes-Nepomuk-Statue aus der Mitte des 18. Jahrhunderts. | BDA-Hist.: Q38152979 Status: § 2a Stand der BDA-Liste: 2025-06-30 Name: Wegkapelle mit Figur hl. Johannes Nepomuk GstNr.: 36/1                                                                     |
| ja    | Datei hochladen | Bildstock, Eiserne Hand HERIS-ID: 78806 Objekt-ID: 92471                                                 | Standort KG: Aggsbach                                                       | | BDA-Hist.: Q38153008 Status: § 2a Stand der BDA-Liste: 2025-06-30 Name: Bildstock, Eiserne Hand GstNr.: 10                                                                                         |
| ja    | Datei hochladen | Burgruine Aggstein HERIS-ID: 33580 Objekt-ID: 31184                                                      | Kuenringerstraße 13 Standort KG: Aggstein                                   | Die ältesten Teile der auf einer Anhöhe am rechten Donauufer gelegenen Spornburg wurden im frühen 12. Jahrhundert errichtet. 1181 kam sie in den Besitz der Kuenringer. Ab der Mitte des 14. Jahrhunderts war sie dem Verfall preisgegeben, wurde jedoch im 15. Jahrhundert unter Jörg Scheck von Wald wiedererrichtet und erweitert. Eine letzte Renovierung erfolgte 1606 durch die damalige Besitzerin, doch nach ihrem Tod wurde die Burg nicht mehr genutzt und verfiel zusehends. | BDA-Hist.: Q698689 Status: Bescheid Stand der BDA-Liste: 2025-06-30 Name: Burgruine Aggstein GstNr.: .21 Burgruine Aggstein                                                                        |
| ja    | Datei hochladen | Gasthaus, Aggsteiner Hof/ehem. Schiffanlegestelle und Poststation HERIS-ID: 78873 Objekt-ID: 92540       | Aggstein 13 Standort KG: Aggstein                                           | | BDA-Hist.: Q38153157 Status: Bescheid Stand der BDA-Liste: 2025-06-30 Name: Gasthaus, Aggsteiner Hof/ehem. Schiffanlegestelle und Poststation GstNr.: .17 Aggsteinerhof                            |
| ja    | Datei hochladen | Ehem. Maut- und Forsthaus HERIS-ID: 78867 Objekt-ID: 92534                                               | Aggstein 14 Standort KG: Aggstein                                           | Das ehemalige Maut- und Forsthaus (Gräflich Beroldingisches Jägerhaus), errichtet im frühen 19. Jahrhundert, ist ein langgestreckter ebenerdiger Bau mit durchlaufendem Kranzgesims. Zwischen den beiden Seitenflügeln mit jeweils sechs einfach gerahmten Rundbogenfenstern erhebt sich ein Torbau mit gequadertem Rundbogentor, bekrönt von einem aufgesetzten Obergeschoß mit dreiteiligem Fenster und Flachgiebel. | BDA-Hist.: Q38153092 Status: Bescheid Stand der BDA-Liste: 2025-06-30 Name: Ehem. Maut- und Forsthaus GstNr.: 44 Mauthaus Aggstein                                                                 |
| ja    | Datei hochladen | Wegkapelle und Glockenturm HERIS-ID: 78957 Objekt-ID: 92626                                              | bei Hub 9 Standort KG: Hub                                                  | | BDA-Hist.: Q38153452 Status: § 2a Stand der BDA-Liste: 2025-06-30 Name: Wegkapelle und Glockenturm GstNr.: .20 Wegkapelle Hub                                                                      |
| ja    | Datei hochladen | Servitenkloster (Klostergebäude, Kirche, Kalvarienberg, Brunnenkapelle) HERIS-ID: 35000 Objekt-ID: 33573 | Am Klosterberg Standort KG: Schönbühel an der Donau                         | Die unterirdische, mehrteilige aus dem Felsen gehauene Anlage mit der in Österreich einzigartigen Nachbildung der Geburtsgrotte von Bethlehem stammt aus dem Jahre 1670 und ist mit Blumenmalereien und Figurendarstellungen ausgestattet. | BDA-Hist.: Q1776012 Status: Bescheid Stand der BDA-Liste: 2025-06-30 Name: Servitenkloster (Klostergebäude, Kirche, Kalvarienberg, Brunnenkapelle) GstNr.: .2/1, .2/2, .2/3, .3 Kloster Schönbühel |
| ja    | Datei hochladen | Kriegerdenkmal HERIS-ID: 79051 Objekt-ID: 92721                                                          | Schönbühel an der Donau 1, in der Nähe Standort KG: Schönbühel an der Donau | Kriegerdenkmal mit Bruchsteinkreuz aus den 1950er-Jahren auf dem Friedhofsgelände. | BDA-Hist.: Q38153727 Status: § 2a Stand der BDA-Liste: 2025-06-30 Name: Kriegerdenkmal GstNr.: 392                                                                                                 |
| ja    | Datei hochladen | Friedhof mit Torbau und Gerätehaus HERIS-ID: 79054 Objekt-ID: 92724                                      | Schönbühel an der Donau 1, in der Nähe Standort KG: Schönbühel an der Donau | Friedhof außerhalb des Ortes hangaufwärts östlich des ehemaligen Servitenklosters. Pfeilerportal mit schwerem Schmiedeeisentor. | BDA-Hist.: Q38153737 Status: § 2a Stand der BDA-Liste: 2025-06-30 Name: Friedhof mit Torbau und Gerätehaus GstNr.: 392                                                                             |
| ja    | Datei hochladen | Schloss Schönbühel HERIS-ID: 34999 Objekt-ID: 33572                                                      | Schönbühel an der Donau Standort KG: Schönbühel an der Donau                | Das auf einer ebenen Terrasse über steilen Granitfelsen direkt am rechten Donauufer errichtete Schloss kennzeichnet wahrzeichenhaft den Eingang in die Wachau. Der zerstörte und verfallene Bau des Mittelalters und des 17. Jahrhunderts wurde unter Verwendung der alten Fundamente und teilweise der Außenmauern von 1819 bis 1821 neu errichtet. | BDA-Hist.: Q2243452 Status: Bescheid Stand der BDA-Liste: 2025-06-30 Name: Schloss Schönbühel GstNr.: .6/1, .6/2 Schloss Schönbühel                                                                |
| ja    | Datei hochladen | Wolfgangsäule und Wolfgangstein HERIS-ID: 79068 Objekt-ID: 92738                                         | südlich Wolfstein 15 Standort KG: Wolfstein                                 | Fels mit „Fußabdrücken“ des heiligen Wolfgang sowie Denkmal in Erinnerung an seine Legende. | BDA-Hist.: Q38153747 Status: § 2a Stand der BDA-Liste: 2025-06-30 Name: Wolfgangsäule und Wolfgangstein GstNr.: .47 Wolfgangsäule Wolfstein                                                        |
| ja BW | Datei hochladen | Hausberg Schlössel HERIS-ID: 46831 Objekt-ID: 49090                                                      | Wolfstein 22 Standort KG: Wolfstein                                         | Die ältesten sichtbaren Reste der ehemaligen Burganlage sind in einem als Palas gedeuteten Wohnhaus erhalten und werden aufgrund der Mauertechnik auf die erste Hälfte des 13. Jahrhunderts datiert. Der südliche Teil des unverputzten rechteckigen Baus mit 15 × 8 Meter großem Grundriss besteht aus mittelgroßen Bruchsteinblöcken und weist Gewändeteile eines der ursprünglichen Rundbogenfenster auf. Die mit Ziegelplomben angelegten Rechteckfenster stammen aus dem 19. Jahrhundert. Im östlichen Teil, der von spätmittelalterlichen Umbauten des 14./15. Jahrhunderts mit lagerhaftem Bruchsteinmauerwerk geprägt ist, sind die Mauerstrukturen des 13. Jahrhunderts nur noch teilweise zu erkennen. An der Böschung des Burghügels sind im Süden und Südosten kleine Keller erhalten, im Nordosten die noch gut erkennbare trockengelegte Teichanlage. | BDA-Hist.: Q38024028 Status: Bescheid Stand der BDA-Liste: 2025-06-30 Name: Hausberg Schlössel GstNr.: 96/1, 97/1, 97/4, 97/2 Hausberg Schlössel                                                   |
| ja    | Datei hochladen | Bildstock, Weißes Kreuz HERIS-ID: 79070 Objekt-ID: 92740                                                 | Standort KG: Wolfstein                                                      | | BDA-Hist.: Q38153761 Status: § 2a Stand der BDA-Liste: 2025-06-30 Name: Bildstock, Weißes Kreuz GstNr.: 133/1 Weißes Kreuz, Aggsbach                                                               |
| ja    | Datei hochladen | Burgruine Wolfstein HERIS-ID: 35322 Objekt-ID: 34054                                                     | Jakobiweg 7 Standort KG: Wolfstein                                          | Burgruine auf einer nach drei Seiten abfallenden Anhöhe nördlich des Ortes, urkundlich erstmals 1135/36 erwähnt. Ringförmige Anlage um einen Hof; etliche Mauern aus dem späten 12. und dem 13. Jahrhundert sind erhalten. Frühbarocke Kapelle, nachträglich eingebaut. | BDA-Hist.: Q37963220 Status: Bescheid Stand der BDA-Liste: 2025-06-30 Name: Burgruine Wolfstein GstNr.: .32 Burgruine Wolfstein, Schönbühel-Aggsbach                                               |